# Pázmány Péter Társaság

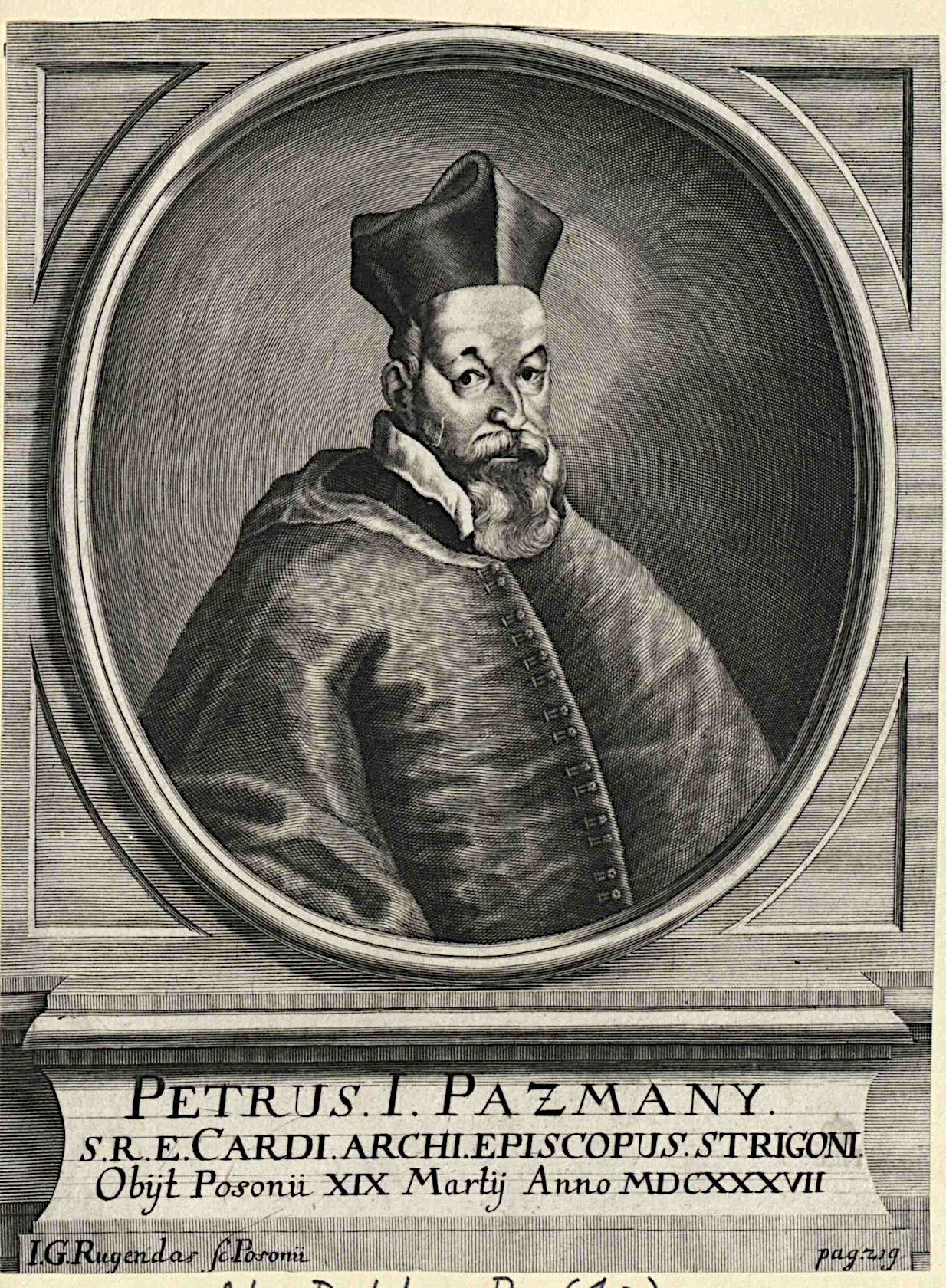
Pázmány Péter esztergomi érsek

Pázmány Péter Társaság római katolikus tudományos és művelődési egyesület. Székhely: Nagyvárad. Működés: 1929-1938. A társaság korábbi elnevezései: Erdélyi Katholikus Akadémia (1929-1936); Ardeali Katholikus Akadémia (1936).

## Története

### Előzmények
Előzményeként tartható számon az 1921-ben alakult Erdélyi Római Katolikus Népszövetség tudományos és művészeti szakosztálya, amelynek elnöke előbb Karácsonyi János, majd Németh Gyula, főtitkára Pap Jánossy Béla volt. A szakosztály önálló egyesületté alakításáról már 1922-ben cikkek jelentek meg, a tényleges kezdeményezésre azonban csak 1928-ban került sor a nagykárolyi katolikus nagygyűlés keretében. Akkor (1928. szeptember 15-én) a nagygyűlés elfogadta Pakocs Károly indítványát, s egy alapszabályzat és ügyrend megalkotásával Karácsonyi Jánost bízta meg.

### Megalakulása, működése
Az önálló egyesület Erdélyi Katholikus Akadémia néven 1929. március 13-án alakult meg Nagyváradon. Első elnöke Németh Gyula, alelnökei Paál Árpád és Pakocs Károly, főtitkára György Lajos lett. Az Akadémia tevékenységét három szakosztályban fejtette ki: a szépirodalmi és művészeti szakosztály elnöke Gulácsy Irén (visszavonulása után P. Jánossy Béla), a tudományos szakosztály elnöke Bíró Vencel, a társadalomtudományi és újságírói szakosztály elnöke Gyárfás Elemér (majd lemondása után Balázs András) lett. Az irodalmi és művészeti szakosztálynak Antal Áron, Járossy Rezső, Kövér Erzsébet, Mael Ferenc, Magyar Bálint, Pakocs Károly, P. Gulácsy Irén, P. Jánossy Béla, Rass Károly, Serestély Béla, id. Szemlér Ferenc, Szopos Sándor, Szalay Mátyás, Újlaky János és Walter Gyula voltak a tagjai. Központi titkára, fizetett állásban, 1933-tól volt, Dsida Jenő személyében.
A szakosztályok rendszeresen tartottak nyilvános előadásokat a kolozsvári Piarista Gimnáziumhoz tartozó Lyceum Könyvtár vagy a Katholikus Akadémia dísztermében. Az itt elhangzottak nagyobbrészt az Erdélyi Tudósítóban és A Hírnökben meg is jelentek.
1936-ban, amikor rendeletileg megtiltották a magyar helységnevek használatát, az "Ardeali Katholikus Akadémia" nevet vette fel; rövidesen azonban újabb rendelet az "akadémia" szó használatát is korlátozta, ekkor vette fel a Pázmány Péter Társaság nevet.
Megváltozott neveken is fenntartotta az eredeti célt: "... a szellemi alkotó tevékenység hatékonyabb pártfogását s annak a lehetőségekhez képest intenzívebb gyakorlati hasznosítását a népszolgálatban, a tömegek keresztényi műveltségi és erkölcsi szintjének emelésére hivatott iskolai és iskolán kívüli oktatói és nevelői munkálkodásában". A tagként meghívott katolikus irodalmi, művészeti, tudományos és közéleti személyiségek lelkészek, írók, történészek, politikusok, tanárok egészen 1938-ig tartották meg felolvasóüléseiket, s önálló könyvsorozatot is sikerült megjelentetniük Az Erdélyi Katholikus Akadémia Felolvasásai címmel, György Lajos szerkesztésében. A szerzők Bíró Vencel, Boros Fortunát, Gyárfás Elemér, Juhász Kálmán, Rajka László, Ruzitska Béla, Sulyok István, Temesváry János voltak.
A Pázmány Péter Társasággá alakulás után Pakocs Károlyt választották ideiglenes elnökké, őt mint díszelnök Márton Áron, a gyulafehérvári egyházmegye újonnan megválasztott püspöke követte. A két alelnök Gyárfás Elemér és György Lajos, a főtitkár Heszke Béla kolozsvári középiskolai tanár lett.
Az átalakuláskor a korábbi rendes tagok (Bagossy Bertalan, Baráth Béla, Bíró Vencel, Boga Alajos, P. Boros Fortunát, Czumbel Lajos, Gyárfás Elemér, György Lajos, P. Jánossy Béla, Lestyán Endre, Mael Ferenc, Némethy Gyula, Orient Gyula, Paál Árpád, Rass Károly, Scheffler János, Schütz Balázs, Szalay Mátyás, Szopos Sándor, P. Trefán Leonárd, Újlaky János, Veress Ernő, Walter Gyula és Wild Endre) mellé a rendes tagok sorába választották gr. Bethlen Györgynét, Boga Lajost, Buzás Gerőt, Erőss Alfrédet, Földes Zoltánt, Heszke Bélát, Jakabffy Elemért, Kiss Jenőt, Reischel Artúrt, Rózsa Józsefet, Ruzitska Gyulát, Venczel Józsefet és Xántus Jánost, ugyanakkor 23 levelező tagja is lett a Pázmány Péter Társaságnak, köztük Dávid László, Domokos Pál Péter, Faragó Ferenc, Fodor József, Flórián Tibor, Huzella Ödön, Józsa János, Kéki Béla, Málnásy Tivadar, Nagy András, P. Németh Gellért, P. Papp Asztrik, P. Puskás Hugolin, Schiff Béla, Vámszer Géza és Vuchetich Endre.
Amikor a bécsi döntés következtében Erdély kettészakadt, a társaság beszüntette működését.

### Publikációs tevékenység, utóélet
Egyesek a tagok közül rendszeresen közöltek az Erdélyi Iskolában, együttesen pedig az aradi Vasárnap ún. „Pázmány-számai”-ban. Az aradi minoritáknak ez a szépirodalmi és hitéleti lapja az 1940. évf. 1, 3. és 8. számaiban a szerzőkről rövid életrajzot is közölt, a Pázmány Péter Társaság tagjai közül pedig a lap megszűnéséig több mint 30 szerző 140 írását jelentette meg. Különnyomatban, önálló füzetként adta ki a Pázmány Péter Társaság gr. Bethlen Györgyné székfoglalóját (A nő befolyása a középkor társadalmára. Arad, 1940) és Boga Alajosnak A katolikus iskolázás múltja Erdélyben c. előadását (Kolozsvár, 1940).